# U-86号潜艇 (1941年)
U-86号（德語：U 86）是纳粹德国战争海军建造的二十四艘VII-B型潜艇（或称U艇）之一。它由吕贝克的弗伦德尔船厂承建，于1941年5月10日下水，至同年7月8日交付使用。第二次世界大战期间，该艇曾执行过八次巡逻作战，共击沉3艘、击伤1艘同盟国或中立国舰船，累积总吨位为18,241吨。1943年11月29日，U-86号在亚速尔群岛以东的北大西洋遭英国驱逐舰混乱号和火箭号以深水炸弹击沉，艇内50名官兵全数阵亡。

## 设计
由于原有VII-A型潜艇的燃料容量有限而导致航程不足，战争海军于1936年又设计建造了24艘VII-B型潜艇作为改进版。为了提高操纵性和转向性能，他们在两副螺旋桨后部设计了两片舵，并增大舵面面积。VII-B型艇的内部空间更大，因此可在外部鞍状水舱内多装载33吨燃油。这种燃料舱是“自动加注”的——当柴油不断被消耗时，海水也不断进入该水舱以补偿浮力。艇艏和艇艉还设有纵倾平衡水舱，通过调整两端水量来防止潜艇在水下可能产生的纵倾和横摇。作为VII-B型艇，U-86号的全长增加了两米，达到66.50米，舷宽6.20米、高9.5米，并有4.74米的吃水深度，水上和水下排水量分别为753吨和857吨。该艇采用双轴设计，具有两副直径为1.23米的三叶螺旋桨。动力由两台曼恩生产的M6V 40/46型六缸四冲程1,400匹公制馬力（1,000千瓦特）涡轮增压柴油机用于水面运行，以及两台布朗-博韦里提供的GG UB 720/8型375匹公制馬力（280千瓦特）双作用电动发电机用于水下航行；水面最高航速17.9節（33.2每小時），水下8節（15每小時）；能够在水面以10節（19每小時）航速续航8,700海里（16,100），或以4節（7.4每小時）连续在水下航行90海里（170）而无需充电。
武器装备方面，U-86号装备有五具内置式鱼雷发射管——艇艏四具、艇艉一具。相较于VII-A型艇，其艇艉的鱼雷发射管设计在耐压壳体内部、两片舵之间，鱼雷可以由此向外发射。在轮机舱甲板下方还配备了用于艇艉的鱼雷装填系统，耐压壳体与甲板室之间一前一后还设计有外置鱼雷贮存装置，因此U-86号的鱼雷储备和发射能力也得以提升，可携带14枚G7型鱼雷或最多26枚TMA型水雷（TMB型则为39枚）。此外，该艇还搭载有一门配备220发弹药的88毫米35式速射炮以及一门配备1,195发弹药20毫米30式高射炮作为甲板炮。其标准船员编制为4名军官及40－56名水兵。

## 历史
1938年6月9日，海军造舰局根据《英德海军协定》的要求，正式将五艘VII-B型潜艇（U-83至U-87号）的建造合同发包予吕贝克的弗伦德尔船厂。其中U-86号于1940年1月20日开始铺设龙骨，建造序列为282。经过近十四个月的建造，它于1941年5月10日下水，至同年7月8日在首度担任艇长的海军中尉瓦尔特·舒格的指挥下交付使用。完成海试后，该艇加入驻基尔的第5潜艇区舰队，先是在波罗的海进行战备训练，继而于9月1日换编至同驻基尔的第1潜艇区舰队，然后于12月作为前线艇移驻德占法国的布雷斯特，直到1943年11月29日被击沉。与当时大多数德国U艇一样，U-86号在瞭望塔上漆有一个专属的艇徽：来自该艇主保城市库尔姆巴赫的纹章。
第二次世界大战期间，U-86号曾执行过四次巡逻和十次狼群作战，共击沉3艘、击伤1艘同盟国或中立国舰船，累积总吨位为18,241吨。

### 作战巡逻
1941年12月7日06:00，U-86号在舒格中尉的指挥下离开基尔执行首次巡逻。穿过波罗的海后，该艇于8日抵达克里斯蒂安桑接受补给，并于当天再次出发。由于大雾天气，它被迫于9日驶入埃格尔松，一天后才重新启程，前往北大西洋游弋，至22日14:15抵达布雷斯特。在这次为期十六的航行期间，没有任何舰船被击沉或击伤。
在第二次巡逻中，舒格率U-86号于12月27日14:00从布雷斯特出发，前往新斯科舍省和纽芬兰岛附近的北大西洋游弋。从1942年1月7日至22日，它曾加入“齐滕”狼群，试图根据时任U艇首长卡尔·邓尼茨制定的集群战术，寻求与盟军的护航船队作战。在此期间，该艇于1月16日13:58向从ON-52号护航船队分离的英国油轮图拉克号（Toorak）号发射了两枚鱼雷，并在因大雪与该船失去接触之前听到了一声爆炸声。大约一小时后，德国人才再次找到了油轮的位置，但在15:11和15:34发射的两枚鱼雷均未取得命中，舒格遂放弃追击，因为图拉克号发出的求救信号也惊动了附近的海岸。两天后的06:13，身处SC-63号护航船队44号阵位的希腊货船迪米特里奥斯·G·特米奥蒂斯号（Dimitrios G. Thermiotis）又被U-86号发射的一枚鱼雷击中右舷的烟囱后部，5分钟后在纽芬兰的圣约翰斯东北约50海里（93）处沉没。该船早在05:50便已被第一枚鱼雷命中。返航途中，舒格于2月14日09:31还在洛里昂以西约200海里（370）的比斯开湾从一艘橡皮艇上救出了三名德国飞行员。他们来自前一天被击落的一架He 111轟炸機。潜艇在搜寻第二艘橡皮艇时无果而终，但失踪的第四名船员最终被其他德国部队找到。经过为期五十一天、约6,500海里（12,000）的航行后，U-86号于2月15日13:00返抵布雷斯特。
第三次巡逻于1942年3月25日离开布雷斯特，并在洛里昂装填鱼雷后前往美国东岸附近的北大西洋航行。但在这次为期六十二天、约9,000海里（17,000）的冒险中，U-86号未能取得任何战功。直到7月2日出发的第四次巡逻中，该艇才有所斩获。当时它前往冰岛南部和哈特拉斯角附近的北大西洋游弋，并从7月13日至31日隶属于“沃尔夫”狼群。7月30日，友艇U-461号为其提供了49立方（49,000公升）燃油、1.5立方（1,500公升）润滑油和14天的补给品。8月6日19:08，U-86号在开普雷斯以南约460海里（850）处向无护航的美国三桅纵帆船瓦瓦罗姆号（Wawaloam）发射了一枚鱼雷。鱼雷从船的下方掠过，因此潜艇于19:56浮出水面，开始用甲板炮从5海里（9.3）的距离向帆船施射。随着炮管过热并发生故障，他们于22:38发射了一枚鱼雷，偏出船艉约1米，在22:45分又发射了一枚，同样未能命中船艏。潜艇随后从近距离向水线发射三枚鱼雷，其中两枚击中船艉，三枚击中船艛。甲板上的一些柴油桶就此被引燃，导致帆船在大约三小时后沉没。9月7日，U-86号再从U-462号取得补给品。经过为期七十九天，长达11,100海里（20,600）的航行，舒格于9月18日18:45回到布雷斯特。
U-86号的第五次巡逻于10月31日从布雷斯特出发，前往直布罗陀和摩洛哥附近的大西洋中部游弋。从11月6日至8日和11月8日至16日，该艇曾分别加入“纳塔尔”和“西墙”狼群，但一无所获。U-118号则于11月29日为其提供了40立方（40,000公升）燃油和一周的补给品。经过六十九天、约8,900海里（16,500）的航行后，舒格于1943年1月7日14:50返抵布雷斯特，未能击沉或击伤任何舰船。
1943年2月24日，舒格指挥U-86号于17:15离开布雷斯特，前往冰岛南部的北大西洋执行第六次巡逻。在这次任务中，该艇曾相继加入“诺伊兰”、“突进者”和“狼鳚”狼群， 其中在3月11日05:03，舒格用FAT鱼雷袭击了HX-228号护航船队的右翼，并声称击沉一艘油轮和引爆一艘弹药船。事实上，只有挪威货轮布兰特县号（Brant County）被一枚鱼雷击中，点燃了船上的碳化物。24名幸存者乘坐一艘救生艇弃船，当他们离船200米远时，火势蔓延到了弹药货物。布兰特县号在一场巨大的爆炸中消亡，金属碎片和其他碎片被抛向空中。 4月7日，U-463号为U-86号提供了18立方（18,000公升）燃油、2立方（2,000公升）饮用水和500公升蒸馏液。经过为期五十二天、航行了近7,000海里（13,000）后，舒格于4月16日12:00返回布雷斯特。
在第七次巡逻中，U-86号在舒格的指挥下于7月8日07:40从布雷斯特启程，前往加那利群岛和弗里敦附近的大西洋中部游弋，并于7月11日至29日加入了一次不具名的狼群作战。经过为期六十六天、水面约7,760海里（14,370）、水下约1,210海里（2,240）的航行后，该艇于9月11日21:00返抵布雷斯特，沿途没有任何舰船被击沉或击伤。舒格本于10月30日率艇出发执行第八次巡逻，但至比斯开湾发生引擎故障，不得不终止行程，于11月1日回到布雷斯特。
11月11日，U-86号从离开布雷斯特重新执行第八次巡逻，前往西班牙西部的北大西洋游弋，从此再未归航。在这次任务中，该艇曾相继加入“梭鲈2号”和“韦迪根”狼群，但一无所获。U-86号最后一次报告是在11月28日，当时它正在40°42′N 18°54′W / 40.700°N 18.900°W的方位与MKS-31号和SL-140号联合护航船队作战。随后，舒格受命跟随“韦迪根”和“科罗内尔”狼群一起在北大西洋东部行动，但由于未能应答无线电呼叫，该艇于12月14日被列为失踪，艇内50名官兵全数推定为阵亡。曾有战后的评估报告认为，U-86号是1943年11月29日在39°33′N 19°01′W / 39.550°N 19.017°W处遭一架从美国护航航空母舰博格号起飞的复仇者式轰炸机以深水炸弹击沉。但这次攻击实际上是针对U-764号的，且没有造成任何损害。海军历史学家阿克塞尔·尼斯特博士于2004年3月和2005年1月对最初的战后评估进行了修订，指出U-86号是11月29日在亚速尔群岛以东海域遭英国驱逐舰混乱号和火箭号以深水炸弹击沉。

## 袭击历史摘要
| 日期          | 船名                        | 船籍 | 吨位  | 结局 |
| ------------- | --------------------------- | ---- | ----- | ---- |
| 1942年1月16日 | 图拉克号                    | 英国 | 8,627 | 击伤 |
| 1942年1月18日 | 迪米特里奥斯·G·特米奥蒂斯号 | 希腊 | 4,271 | 击沉 |
| 1942年8月6日  | 瓦瓦罗姆号                  | 美国 | 342   | 击沉 |
| 1943年3月11日 | 布兰特县号                  | 挪威 | 5,001 | 击沉 |

## 脚注
1. 1 2  加洛普，第72頁.
2. ↑  威廉生，第10頁.
3. 1 2  Gröner 1991，第43–44頁.
4. 1 2 3 4 5 6  . U-Boot-Archiv.   [2024-07-23]. （原始内容存档于2024-07-23）.
5. 1 2  Helgason, Guðmundur. . German U-boats of WWII - uboat.net.   [2024-07-23]. （原始内容存档于2024-07-28）.
6. ↑  Högel，第52頁.
7. 1 2  Helgason, Guðmundur. . German U-boats of WWII - uboat.net.   [2024-07-23]. （原始内容存档于2022-05-17）.
8. ↑  Helgason, Guðmundur. . German U-boats of WWII - uboat.net.   [2024-07-23]. （原始内容存档于2020-11-26）.
9. ↑  Helgason, Guðmundur. . German U-boats of WWII - uboat.net.   [2024-07-23]. （原始内容存档于2022-10-02）.
10. ↑  Helgason, Guðmundur. . German U-boats of WWII - uboat.net.   [2024-07-23]. （原始内容存档于2023-02-05）.
11. ↑  Helgason, Guðmundur. . German U-boats of WWII - uboat.net.   [2024-07-23]. （原始内容存档于2020-11-27）.
12. ↑  Helgason, Guðmundur. . German U-boats of WWII - uboat.net.   [2024-07-23]. （原始内容存档于2020-11-27）.
13. ↑  Helgason, Guðmundur. . German U-boats of WWII - uboat.net.   [2024-07-23]. （原始内容存档于2022-10-01）.
14. ↑  Helgason, Guðmundur. . German U-boats of WWII - uboat.net.   [2024-07-23]. （原始内容存档于2020-11-27）.
15. ↑  Helgason, Guðmundur. . German U-boats of WWII - uboat.net.   [2024-07-23]. （原始内容存档于2020-11-27）.
16. ↑  Helgason, Guðmundur. . German U-boats of WWII - uboat.net.   [2024-07-23]. （原始内容存档于2022-10-07）.
17. ↑  Helgason, Guðmundur. . German U-boats of WWII - uboat.net.   [2024-07-23]. （原始内容存档于2020-11-27）.
18. ↑  Helgason, Guðmundur. . German U-boats of WWII - uboat.net.   [2024-07-23]. （原始内容存档于2020-11-27）.
19. ↑  Helgason, Guðmundur. . German U-boats of WWII - uboat.net.   [2024-07-23]. （原始内容存档于2024-07-28）.
20. ↑  Niestlé，第215頁.